# Clarkia (Idaho)
Clarkia é uma pequena comunidade não incorporada no canto sudoeste do Condado de Shoshone, Idaho. É cercada por florestas de gestão pública e privada de Douglas-fir, Ponderosa Pine e Lariço Ocidental. Localizada a leste da State Highway 3, a cidade fica na área de drenagem do West Fork do rio St. Maries.

## História
O povo Coeur d'Alene habitou esta área por milhares de anos antes da chegada dos colonos brancos. O nome nativo da área é Chatnna ou Meadow. Clarkia é nomeado para o capitão. William Clark da expedição Lewis e Clark. Os primeiros residentes da cidade de Clarkia colheram o Western White Pine na área para obter madeira.
A população de Clarkia era de 60 em 1909, e foi estimada em 200 em 1960.

## Demografia
O censo de 2000 registrou uma população de 97 com uma renda familiar média de $ 39.375. A idade média em Clarkia é de 37,8 anos e o tamanho médio das famílias é de 2,68. Em 2000, a indústria agrícola representava 40,5% dos empregos na área, enquanto os empregos em educação, saúde e serviços sociais representavam o segundo maior segmento, com 21,4%. Trabalhadores de agências governamentais são a maior classe de trabalhadores com 47,6%. A cidade compartilha um distrito escolar K-8 com as comunidades de Avery e Calder. Atualmente, todos os alunos frequentam a escola no distrito de Deary.

## Geografia física

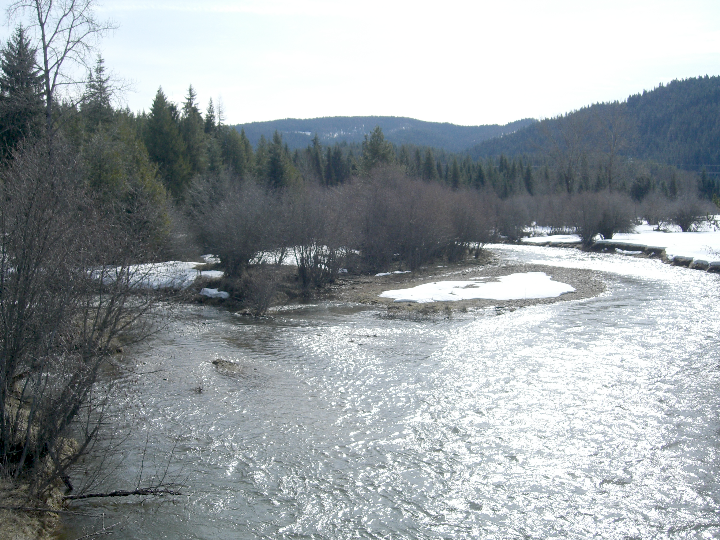
A confluência dos ramos do rio St. Maries perto de Clarkia, Idaho

Clarkia está localizada em uma área plana de prados que foi criada pelo lago Clarkia da época do Mioceno. Os sedimentos desse lago contêm fósseis abundantes e bem preservados da flora do meio do Mioceno e estão bem expostos no Fossil Bowl, uma escavação de fósseis aberta ao público e uma pista de corrida de motocross localizada na Rodovia 3 em Clarkia. Os garfos oeste e médio do rio St. Maries se juntam perto de Clarkia e correm paralelos à State Highway 3 na direção noroeste até St. Maries. A área fica na borda leste do platô do rio Columbia e fica a oeste das montanhas Bitterroot.

### Clima
Esta região climática é caracterizada por grandes diferenças sazonais de temperatura, com verões quentes a quentes (e muitas vezes úmidos) e invernos frios (às vezes severamente frios). De acordo com o sistema de classificação climática de Köppen, Clarkia tem um clima continental úmido, abreviado como "Dfb" nos mapas climáticos.